# Kornelia Ender
Kornelia Ender (n. 25 octombrie 1958, Plauen, Republica Democrată Germană, Germania) este o înotătoare, medaliată olimpică. A participat la 2 ediții ale Jocurilor Olimpice (1972, 1976) în care a câștigat 4 medalii de aur și 4 medalii de argint.